# Stefanowo (Kazimierz Biskupi)
Pour les articles homonymes, voir Stefanowo.
Stefanowo est une localité polonaise de la gmina rurale de Kazimierz Biskupi, située dans le powiat de Konin en voïvodie de Grande-Pologne. Elle se situe à environ 13 kilomètres au nord-ouest de la ville de Konin et 86 kilomètres à l'est de Poznań, la capitale régionale. 

## Géographie

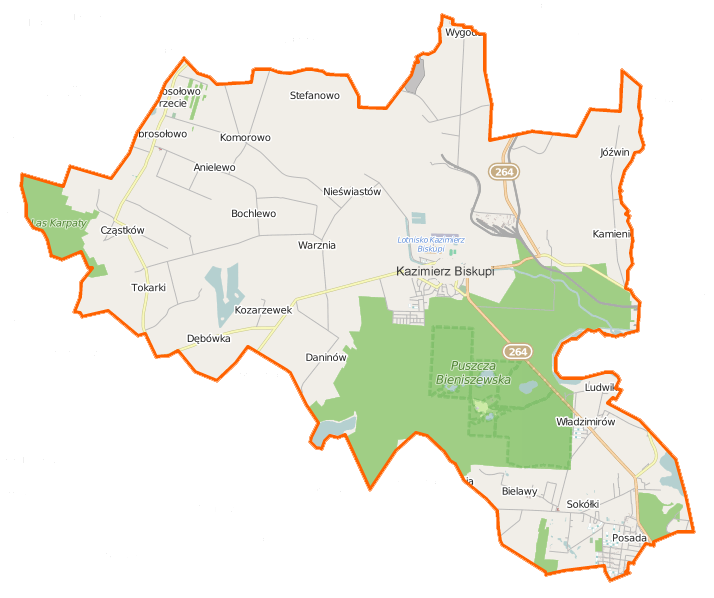
Carte de la gmina de Kazimierz Biskupi.